# Biblioteca Lilia Margarita Guzmán y García
La Biblioteca Lilia Margarita Guzmán y García, anteriormente conocida como Biblioteca Lino Picaseño, es una biblioteca universitaria perteneciente a la Facultad de Arquitectura de la Universidad Nacional Autónoma de México. Se encuentra en el vestíbulo principal de la Facultad de Arquitectura, ubicada en el campus central de Ciudad Universitaria. Forma parte del Sistema Bibliotecario y de Información de la UNAM (SIBIUNAM), coordinado por la Dirección General de Bibliotecas (DGB). Debe su nombre a la arquitecta mexicana Lilia Guzmán y García.

## Historia
Los antecedentes de la biblioteca, e historia de parte de su acervo, se remonta a la Academia de las Tres Nobles Artes de San Carlos, fundada en 1781. Desde los primeros años de existencia, se comenzó a formar una biblioteca enfocada en tratadística y una galería de pintura. Ya durante el siglo XIX, se constituye la carrera de arquitecto y de ingeniero civil, lo que facilitó incluir tratados de estas materias en la biblioteca.
En 1910, la Academia pasa a ser la Escuela Nacional de Bellas Artes, incorporada a Universidad Nacional de México, permaneciendo en el edificio localizado en Academia 22. Hasta 1954, se trasladó del Centro Histórico de la Ciudad de México a la recién inaugurada Ciudad Universitaria, alojándose en los edificios proyectados por José Villagrán, Javier García Lascuráin y Alfonso Liceaga.
El conjunto ocupado por Escuela Nacional de Arquitectura, posteriormente Facultad de Arquitectura, se dividió en dos sectores: uno para talleres y otro para aulas, oficinas, auditorio, biblioteca y museo. En el caso de la biblioteca, comprende dos niveles, que permanecen. Con reformas posteriores, en el vestíbulo se encuentran algunas obras de artistas como Mathias Goeritz y Antonio Peyri.

### Lino Picaseño Cuevas
Nació el 23 de septiembre de 1884. Estudió en la Escuela de Artes y Oficios y después en la Escuela Nacional de Bellas Artes. Fue profesor de Dibujo ornamental de la Escuela Nacional de Bellas Artes. Durante el gobierno de Venustiano Carranza, el 20 de abril de 1917 se le nombró bibliotecario de la misma institución, cargo que desempeñó hasta 1977. Fallece en el año de 1984.

## Acervo
En el Fondo reservado, se encuentran resguardados el Archivo de la Antigua Academia de San Carlos, que contiene documentación de entre 1781 a 1915, además de los libros que pertenecieron a la institución, y de la Escuela Nacional de Arquitectura, con documentos de entre 1929 a 1960, correspondientes a la continuación del Archivo de la Academia y primeros años de la Facultad.
Asimismo, al interior de la biblioteca se encuentra el Archivo de Arquitectos Mexicanos, que guarda documentos, planos, maquetas, publicaciones y fotografías pertenecientes a obras de Mario Pani, José Villagrán García, Augusto H. Álvarez, Augusto Pérez Palacios, Abraham Zabludovsky, Carlos Mijares Bracho, Enrique de la Mora y Palomar, Enrique Carral Icaza, Manuel Rosen Morrison, Félix Candela Outeriño, José Luis Benlliure, Mario Lazo Villareal, Ramón Torres Martínez, Enrique Yáñez de la Fuente, Jorge González Reyna, Jaime Ortíz Monasterio, Antonio Attolini Lack, Francisco J. Serrano, Imanol Ordorika Bengoechea, Agustín Hernández Navarro, Juan Antonio Tonda Magallón, David Muñoz Suárez y Boris Albin Subkis, además el de la Academia Nacional de Arquitectura.

## Servicios
La biblioteca reúne y gestiona el acervo bibliográfico, hemerogáfico, audiovisual y documental, especializado en arquitectura y urbanismo, que se encuentra resguardado en esta. Ofrece a los usuarios los servicios de catálogos, sala de consulta bibliográfica y hemerográfica, préstamo a domicilio, renovación de préstamo en línea y préstamo interbibliotecario.